# Rochelia
- Commons
- Wikispecies

Rochelia é um gênero de plantas pertencente à família Boraginaceae.
A distribuição nativa deste gênero vai da Europa à Mongólia, oeste do Himalaia , noroeste da África e sudeste da Península Arábica.